# Sonny Jim at the Mardi Gras
Sonny Jim at the Mardi Gras è un cortometraggio muto del 1915 diretto da Tefft Johnson.

## Produzione
Il film fu prodotto dalla Vitagraph Company of America.

## Distribuzione
Distribuito dalla General Film Company, il film - un cortometraggio in una bobina - uscì nelle sale cinematografiche statunitensi il 3 giugno 1915 dopo essere stato presentato in prima il 16 maggio al Vitagraph Theatre di New York.